# Rhynchina coniodes
Rhynchina coniodes là một loài bướm đêm trong họ Erebidae.